# Cyclopharynx
Cyclopharynx è un piccolo genere di ciclidi haplochromini, endemico del fiume Fwa, nella provincia del Kasaï-Orientale, della Repubblica Democratica del Congo, nell'Africa occidentale.

## Specie
- Vi sono attualmente due specie riconosciute come appartenenti a questo genere:[1]
- Cyclopharynx fwae (Poll, 1948)
- Cyclopharynx schwetzi (Poll, 1948)